# Sunburst

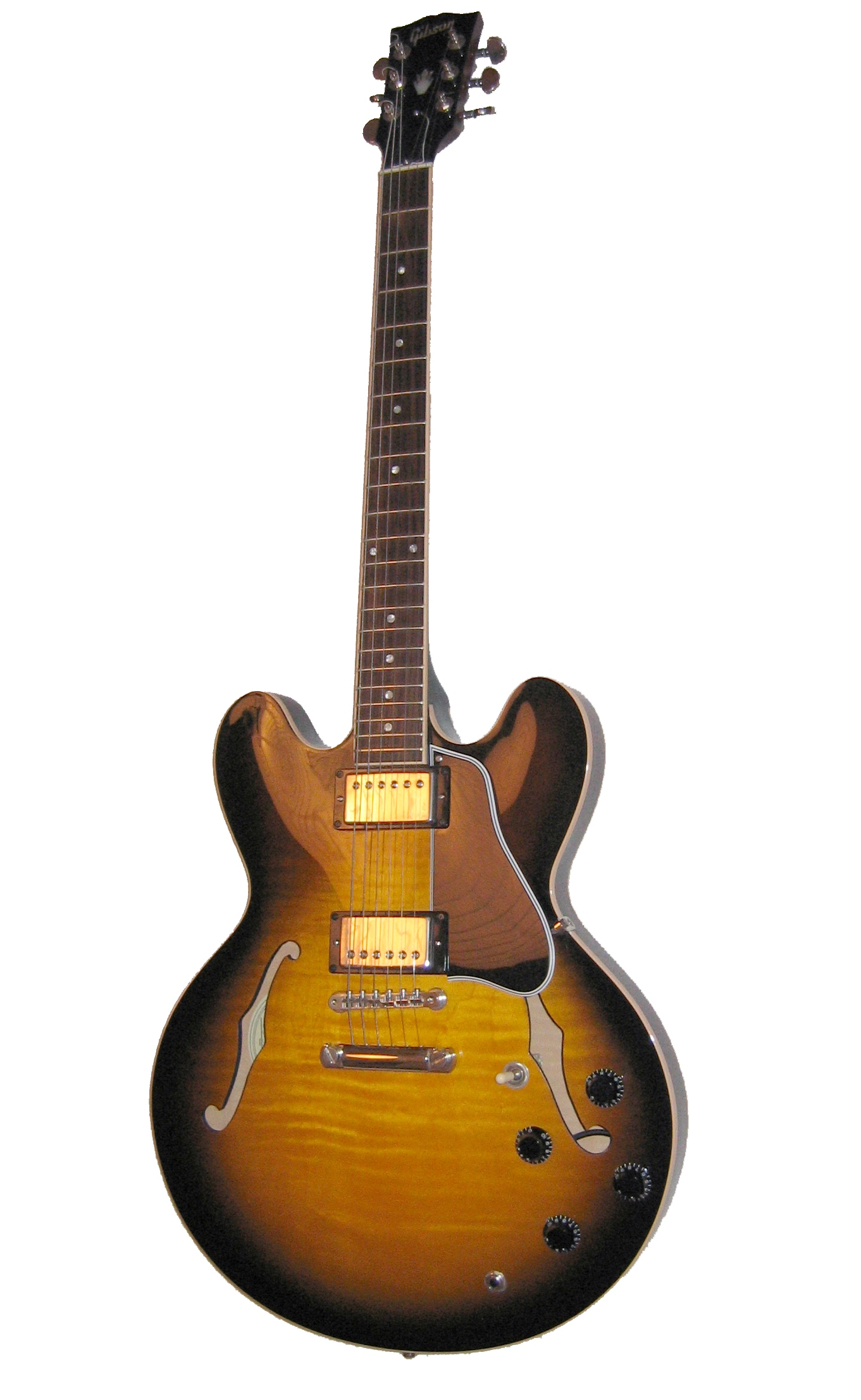
Gibson ES-335 w wykończeniu sunburst

Sunburst (ang. dosł. popękane słońce) - to rodzaj malowania wykończeniowego instrumentów muzycznych. Centrum instrumentu jest pomalowane przezroczystym żółtym lakierem (spod którego widoczne są słoje drewna), który zbliżając się do krawędzi przybiera coraz ciemniejszy kolor obwódki. Przykłady takiego wykończenia często spotykane są w gitarach elektrycznych.
Istnieją różne odmiany takiego malowania jak na przykład Cherry Sunburst (Wiśniowy Sunburst), przy którym złotożółty środek przechodzi w wiśniową czerwień na krawędziach.